# Agave bicolor
Agave bicolor ist eine Pflanzenart aus der Gattung der Agaven (Agave) in der Unterfamilie der Agavengewächse (Agavoideae). Das Artepitheton bicolor stammt aus dem Lateinischen, bedeutet ‚zweifarbig‘ und verweist auf die zweifarbigen Blüten der Art.

## Beschreibung
Agave bicolor ist kahl und wächst mit Rhizomen von 3 bis 4 (selten 2 bis 5) Zentimeter Länge und 1,5 bis 2,5 (selten ab 1) Zentimeter Breite. Die Wurzeln sind fleischig. Die vier bis sechs (selten drei bis zwölf) welligen, halbsukkulenten, glatten bis papillösen Laubblätter sind lanzettlich. Sie sind 8 bis 15 (selten ab 5) Zentimeter lang und 0,6 bis 1 (selten bis 1,4) Zentimeter breit. Die welligen Blattränder sind papillös und hyalin.
Der „ährige“ Blütenstand ist 24 bis 40 (selten bis 54) Zentimeter lang. Aus seinen drei bis fünf (selten bis neun) blütentragenden Knoten entspringen paarig die 23 bis 29 (selten ab 20) Millimeter langen Blüten. Die lanzettlichen Brakteen sind 3 bis 5 (selten bis 7,5) Zentimeter lang. Der Blütenstiel weist eine Länge von 6 bis 13 Millimeter auf, der Fruchtknoten ist 9 bis 15 (selten bis 19) Millimeter lang. Die Perigonblätter der Blüten sind orangegrünlich gefärbt. Die abrupt erweiterte und gebogene Blütenröhre hat an ihrer Mündung einen Durchmesser von 2,4 bis 3 (selten 1,6 bis 5,5) Millimeter. Ihre grünen, kleinspitzigen Blütenzipfel sind 2 bis 3 (selten bis 4) Millimeter lang und 2 bis 3 (selten 1,7 bis 4) Millimeter breit. Die Narbe ragt nicht aus der Blüte heraus. Der Griffel erreicht Längen von 19 bis 26 (selten 10 bis 32) Millimeter. Die ist Narbe dreilappig. Die Blütezeit reicht von Juni bis August.
Die halbkugelförmigen Früchte sind 1,1 Zentimeter lang und ebenso breit. Sie enthalten halbkugelförmige schwarze Samen von 4,5 Millimeter Länge und 2,4 Millimeter Breite.

## Systematik und Verbreitung
Agave apedicellata ist im mexikanischen Bundesstaat Oaxaca in Grasland und in Kiefern-Eichenwäldern in Höhenlagen von 2300 bis 2500 Metern verbreitet. Agave apedicellata ist der südlichste Vertreter der Polianthes-Gruppe.
Die Erstbeschreibung als Polianthes bicolor durch Eloy Solano und Abisai Josue García-Mendoza wurde 1998 veröffentlicht. Joachim Thiede und Urs Eggli stellten die Art 1999 in die Gattung Agave.
Die Art gehört in die Untergattung Manfreda und wird dort der Polianthes-Gruppe zugeordnet.

## Nachweise